# Ісаабад (Марказі)
Ісаабад (перс. عيسي اباد) — село в Ірані, у дегестані Хурге, у Центральному бахші, шахрестані Магаллат остану Марказі. За даними перепису 2006 року, його населення становило 194 особи, що проживали у складі 53 сімей.

## Клімат
Середня річна температура становить 12,21 °C, середня максимальна – 30,99 °C, а середня мінімальна – -9,04 °C. Середня річна кількість опадів – 201 мм.
| Клімат поселення                              | Клімат поселення | Клімат поселення | Клімат поселення | Клімат поселення | Клімат поселення | Клімат поселення | Клімат поселення | Клімат поселення | Клімат поселення | Клімат поселення | Клімат поселення | Клімат поселення | Клімат поселення |
| Показник                                      | Січ.             | Лют.             | Бер.             | Квіт.            | Трав.            | Черв.            | Лип.             | Серп.            | Вер.             | Жовт.            | Лист.            | Груд.            |                  |
| Середній максимум, °C                         | 8,18             | 9,52             | 13,44            | 18,97            | 23,49            | 30,19            | 30,99            | 30,28            | 26,20            | 19,86            | 13,12            | 7,74             |                  |
| Середня температура, °C                       | −0,42            | 0,90             | 4,83             | 10,36            | 14,88            | 21,57            | 25,34            | 24,64            | 20,57            | 14,22            | 7,48             | 2,10             |                  |
| Середній мінімум, °C                          | −9,04            | −7,71            | −3,77            | 1,76             | 6,26             | 12,97            | 19,71            | 19,01            | 14,94            | 8,59             | 1,86             | −3,54            |                  |
| Норма опадів, мм                              | 31               | 31               | 38               | 26               | 19               | 2                | 2                | 1                | 0                | 8                | 18               | 25               |                  |
| Середньомісячна швидкість вітру, м/с          | 1.24             | 1.97             | 2.48             | 2.72             | 2.54             | 2.36             | 2.36             | 2.17             | 2.15             | 2.10             | 1.61             | 1.35             |                  |
| Середньомісячна сонячна радіація, кДж/м²·день | 9759             | 13092            | 15477            | 18752            | 22593            | 26736            | 25941            | 24375            | 21320            | 15942            | 11456            | 9470             |                  |
| --------------------------------------------- | ---------------- | ---------------- | ---------------- | ---------------- | ---------------- | ---------------- | ---------------- | ---------------- | ---------------- | ---------------- | ---------------- | ---------------- | ---------------- |
| Джерело:                                      |                  |                  |                  |                  |                  |                  |                  |                  |                  |                  |                  |                  |                  |